# Bașîne, Hoșcea
Bașîne (în ucraineană Башине) este un sat în comuna Buhrîn din raionul Hoșcea, regiunea Rivne, Ucraina.

## Demografie
Componența lingvistică a localității Bașîne
     Ucraineană (99,24%)
     Alte limbi (0,76%)
Conform recensământului din 2001, majoritatea populației localității Bașîne era vorbitoare de ucraineană (99,24%), existând în minoritate și vorbitori de alte limbi.